# تيتينا سيلا
كانت تيتينا إرنستينا سيلا (بالإنجليزية: Titina Ernestina Silá) (من مواليد عام 1943 - والمُتوفاة في 30 كانون الثاني / يناير 1973 في غينيا بيساو) عضوة في الحزب الأفريقي لاستقلال غينيا والرأس الأخضر PAIGC. يُحتفل في يوم 30 يناير، يوم وفاتها، كيوم المرأة الوطني في غينيا بيساو.

## حرب غيريلا
تشتهر سيلا في تاريخ غينيا بيساو كشهيدة حرب الاستقلال بين غينيا بيساو والبرتغال، بقيادة الحزب الأفريقي لاستقلال غينيا والرأس الأخضر PAIGC. كانت سيلا صغيرة جدًا عندما انضمت إلى حرب العصابات التي يقودها أميركال كاربال. أظهرت سيلا مهارات تنظيمية وقيادية رائعة وأصبحت واحدة من أكثر الشخصيات شعبية. كما اشتهرت سيلا بنشاطها داخل الحركة في أوائل الستينيات كقائدة حرب عصابات عن عمر يناهز 18 عامًا على الجبهة الشمالية.
كلفت سيلا بعدة عمليات من قبيل محاربة الأمية بين الناس، تسهيل التواصل بين الفلاحين و الحزب الإفريقي لاستقلال غينيا و الرأس الأخضر، و تجنيد الناس لدعم حركة التحرير.

## موتها

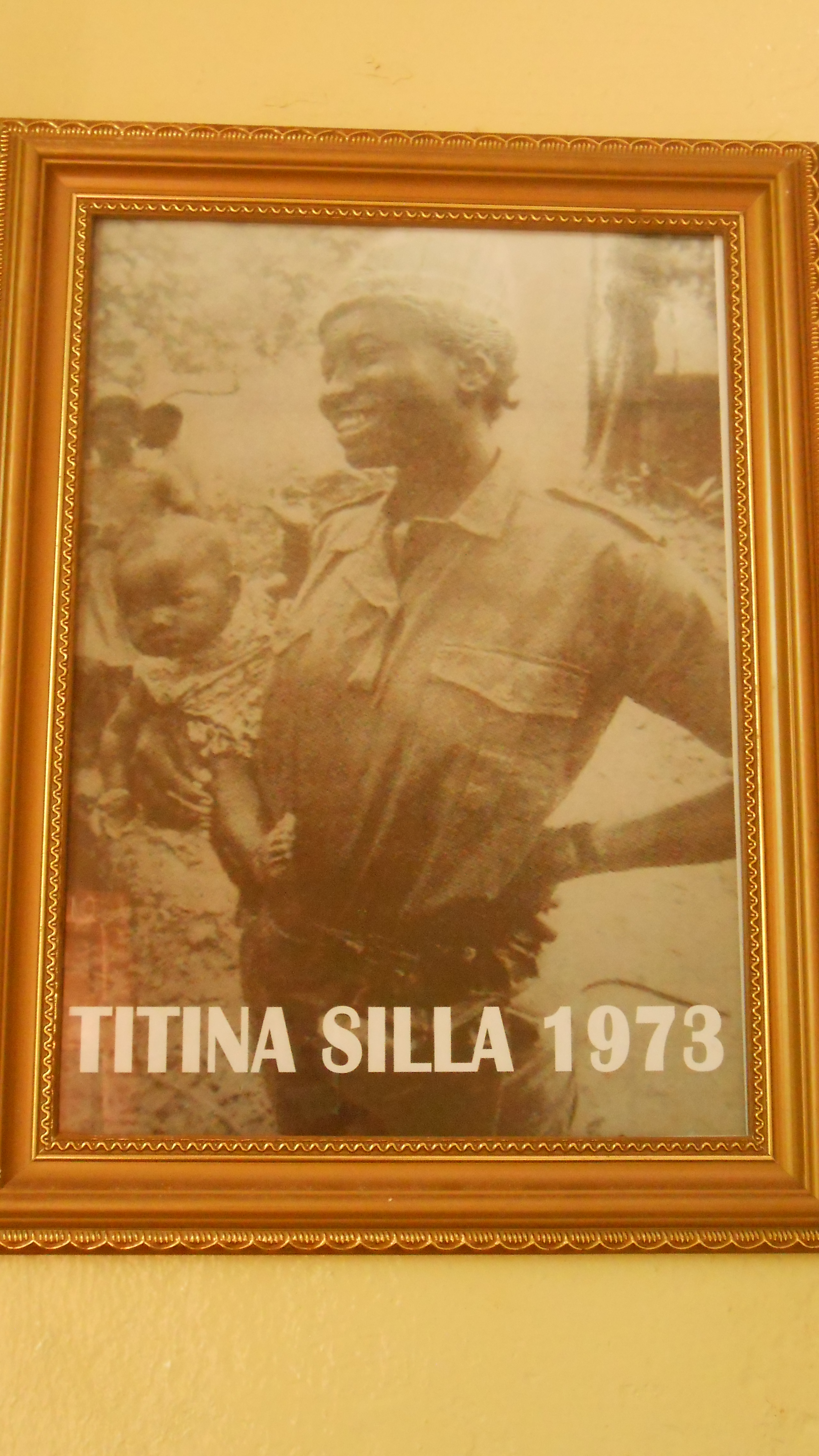
صورة فوتوغرافية لتيتينا سيلا داخل المتحف العسكري لحرب الاستقلال في غينيا بيساو

قُتلت سيلا في مواجهة مع الجيش البرتغالي أثناء عبور نهر فارم مع مجموعة من المقاتلين الآخرين. كانت في طريقها إلى جنازة أميلكار كابرال، زعيم عصابات الحزب، الذي اغتيل قبل أيام في كوناكري في 20 كانون الثاني / يناير عام 1973. بعد أحداث ثورة القرنفل في لشبونة واستقلال غينيا بيساو عن البرتغال في عام 1974، تم إنشاء نصب تذكاري على شرفها بالقرب من نهر فاريم حيث ماتت وتم تحديد يوم وفاتها للاحتفال باليوم الوطني للمرأة في غينيا بيساو. سُميت العديد من الأماكن والمؤسسات في غينيا بيساو باسم سيلا، بما في ذلك منتزه تيتينا سيلا في بيساو (موطن الوزارات الحكومية والبعثات الأجنبية). تُتذكر سيلا جنبًا إلى جنب مع كابرال ورومينجو راموس، بأنها أحد أكثر الشخصيات شهرة في الكفاح من أجل الاستقلال.

## روابط خارجية
- Documentos Amílcar Cabral/ Fundação Mário Soares: Lucette Cabral, Titina Silá, Osvaldo Lopes da Silva, and Maria da Luz Boal photographed at an exchange of POWs during the independence struggle, داكار، السنغال.